# Грауэрт, Ханс
Ханс Грауэрт (8 февраля 1930, Харен (Эмс) — 4 сентября 2011, Гёттинген) — немецкий математик, известный своими работами по многомерному комплексному анализу, комплексным многообразиям и приложениям теории пучков к этой области, которые повлияли на более поздние исследования по алгебраической геометрии.

## Биография
C 1946 по 1949 год Грауэрт посещал гимназию в Меппене и с 1949 года (после семестра в Майнце, где он изучал математическую логику) учился в Мюнстерском университете у Генриха Бенке и защитил докторскую диссертацию в 1954 году. Будучи членом школы Бенке, он смог получить пользу от хороших контактов с Францией, особенно с Анри Картаном. В 1953 году, до защиты диссертации, он также учился у Бено Экманна в Высшей технической школе Цюриха. В 1955 году он стал ассистентом в Мюнстере и хабилитировался там же в 1957 году, а 1957/58 год провёл в Институте перспективных исследований в Принстоне. В 1959 году он работал в Институте высших научных исследований.
С сентября 1959 года и до своей отставки он был профессором в Гёттингене в качестве преемника Карла Людвига Зигеля. В Гёттингене он основал очень активную и крупную школу в области комплексного анализа.
Вместе с Анри Картаном и Рейнхольдом Реммертом, близким сотрудником с 1950-х годов, Грауэрт был создателем современного комплексного анализа.
В 1965 году он дал другое доказательство гипотезы Морделла над функциональными полями (первоначально доказанной Юрием Маниным). Также он работал в области гиперболической геометрии и неархимедовой теории функций. Грауэрт также выдвигал свои предложения по использованию новых геометрических структур в физике (Statistical geometry and spacetime, Comm. Math. Phys. Bd. 49, 1976, S. 155) и формализму квантовой теории.
С 1969 года он был редактором Mathematische Annalen. В 1966 году он был приглашённым докладчиком на Международном конгрессе математиков в Москве («О неархимедовом анализе», вместе с Реммертом), а также в Эдинбурге в 1958 году («Римановы поверхности в теории функций нескольких переменных»). В 1962 году он был пленарным докладчиком на конгрессе в Стокгольме (Die Bedeutung des Levischen Problems für die Analytische und Algebraische Geometrie).
Его дочь Ульрика Петернелл — также математик, замужем за математиком Томасом Петернеллом, защитившем диссертацию у Грауэрта. Среди его учеников также Вольф Барт и Гюнтер Траутманн.

## Награды и почётные звания
- Член академий наук Гёттингена, Галле (Леопольдина), Майнца и Мюнхена.
- Иностранный член РАН (2006).
- Почётный доктор университетов Байрета, Бохума и Бонна.
- В 1991 году Грауэрт стал первым лауреатом премии Штаудта[нем.].
- Почётный член Немецкого математического общества (2008).
- Медаль Кантора (2008).